# 加里欧文 (蒙大拿州)
加里欧文是美国蒙大拿州比格霍恩縣的一个私有镇，镇长是Chris Kortlander。该镇为小大角战役的爆发地，镇上设有卡斯特战争博物馆（Custer Battlefield Museum）。加里欧文镇于2012年8月15日进行拍卖。